# 胡亚安
胡亚安（1965年2月—），男，中国航运专家，水利部交通运输部国家能源局南京水利科学研究院教授级高级工程师，中国工程院院士。